# L'Homme qui défiait l'infini
Pour plus de détails, voir Fiche technique et Distribution.
L'Homme qui défiait l'infini (The Man Who Knew Infinity) est un film britannique réalisé par Matthew Brown, sorti en 2016 au Royaume-Uni et en 2017 en vidéo à la demande en France.
Le film est inspiré de la biographie du mathématicien Srinivasa Ramanujan The Man Who Knew Infinity, écrite par le biographe américain Robert Kanigel. 

## Synopsis
Srinivasa Ramanujan est l'un des plus grands mathématiciens de notre temps. Élevé à Madras en Inde, il intègre la prestigieuse université de Cambridge en Angleterre pendant la Première Guerre mondiale et y développe de nombreuses théories mathématiques sous l'égide de son professeur G.H. Hardy.

## Fiche technique
- Titre original : The Man Who Knew Infinity
- Réalisation : Matthew Brown
- Scénario : Matthew Brown, d'après la biographie The Man Who Knew Infinity de Robert Kanigel
- Photographie : Larry Smith
- Montage : JC Bond
- Musique : Coby Brown
- Direction artistique : Andrew Munro, Justin Warburton-Brown
- Costumes : Ann Maskrey
- Production : Edward R. Pressman, Jim Young, Joe Thomas, Mark Montgomery
- Sociétés de production : Pressman Film, Xeitgeist Entertainment Group, Cayenne Pepper Productions, American Entertainment Investors
- Société de distribution : IFC Films
- Pays d'origine :  États-Unis
- Langue originale : anglais
- Genre : Drame biographique
- Durée : 108 minutes
- Dates de sortie : 
  - Festival international du film de Toronto : 17 septembre 2015
  - Royaume-Uni : 8 avril 2016
  - États-Unis : 29 avril 2016
  - Belgique : 17 août 2016
  - France : 23 février 2017 en vidéo à la demande

## Distribution
- Dev Patel (VF : Juan Llorca) : Srinivasa Ramanujan
- Jeremy Irons (VF : Féodor Atkine) : G.H. Hardy
- Toby Jones (VFB : Alain Eloy) : John Edensor Littlewood
- Devika Bhise (VFB : Mélanie Dermont) : Janaki
- Stephen Fry : Francis Spring
- Jeremy Northam (VF : Pascal Racan) : Bertrand Russell
- Kevin McNally : Percy Alexander MacMahon
- Enzo Cilenti : un médecin
- Arundhati Nag (VFB : Nathalie Hons) : la mère de Srinivasa
- Anthony Calf (VFB : Franck Dacquin) : Howard
- Dhritiman Chatterjee (VFB : Patrick Descamps) : Narayana

Version française
- Studio de doublage : Symphonia Films
- Direction artistique : Raphaël Anciaux
- Adaptation : Maï Boiron

## Accueil

### Accueil critique
Sur l'agrégateur américain Rotten Tomatoes, le film récolte 63 % d'opinions favorables pour 128 critiques. Sur Metacritic, il obtient une note moyenne de 56⁄100 pour 26 critiques.